# Salina (Kansas)
Salina [səˈlaɪnə] ist eine Stadt (City) und der Verwaltungssitz des Saline County im US-Bundesstaat Kansas. Das U.S. Census Bureau hat bei der Volkszählung 2020 eine Einwohnerzahl von 46.889 ermittelt.
Der Ort an der Missouri-Kansas-Texas Railroad, dem U.S. Highway 40 und dem Smoky Hill River ist Herkunftsort der Jeansmarke Lee und beherbergt ein Werk des Flugzeugherstellers Hawker Beechcraft.
Hier liegt der Salina Municipal Airport (IATA: SLN), von dem der Milliardär Steve Fossett mit dem Virgin Atlantic GlobalFlyer verschiedene Rekordflüge antrat.
Salina ist der Sitz des römisch-katholischen Bistums Salina mit der Sacred Heart Cathedral und der Episcopal Diocese of Western Kansas mit der Christ Cathedral.

## Persönlichkeiten
In Salina geboren
- John Balthasar Brungardt (* 1958), römisch-katholischer Bischof von Dodge City
- John W. Carlin (* 1940), Politiker (Demokraten)
- Adrianna Franch (* 1990), Fußballtorhüterin
- Dwight Frye (1899–1943), Schauspieler
- Dean M. Gillespie (1884–1949), Politiker (Republikaner)
- Bill Graves (* 1953), Politiker (Republikaner)
- Herbie Harper (1920–2012), Posaunist
- Betty Knox (1906–1963), Tänzerin und Journalistin
- Charlie LaVere (1910–1983), Musiker
- George Murdock (1930–2012), Schauspieler
- Karen Philipp (* 1945), Sängerin, Songschreiberin und Schauspielerin
- Otto Hulett (1898–1983), Filmschauspieler und Bühnenschauspieler

Weitere Persönlichkeiten
- Joseph L. Bristow (1861–1944), Politiker (Republikaner)
- Harold H. Chase (1912–1976), Politiker (Republikaner), 1961–1965 Vizegouverneur von Kansas, in Salina gestorben
- John R. Connelly (1870–1940), Politiker (Demokraten)
- Oscar Stanton De Priest (1871–1951), Politiker (Republikaner)
- Lewis Hanback (1839–1897), Politiker (Republikaner)
- Guy T. Helvering (1878–1946), Jurist und Politiker (Demokraten), 1926–1930 Bürgermeister von Salina
- John Mills Houston (1890–1975), Politiker (Demokraten)
- William A. Phillips (1824–1893), Politiker (Republikaner), Stadtgründer Salinas
- Dennis Rader (* 1945), Serienmörder
- Joseph Taggart (1867–1938), Politiker (Demokraten)

## Einzelnachweise

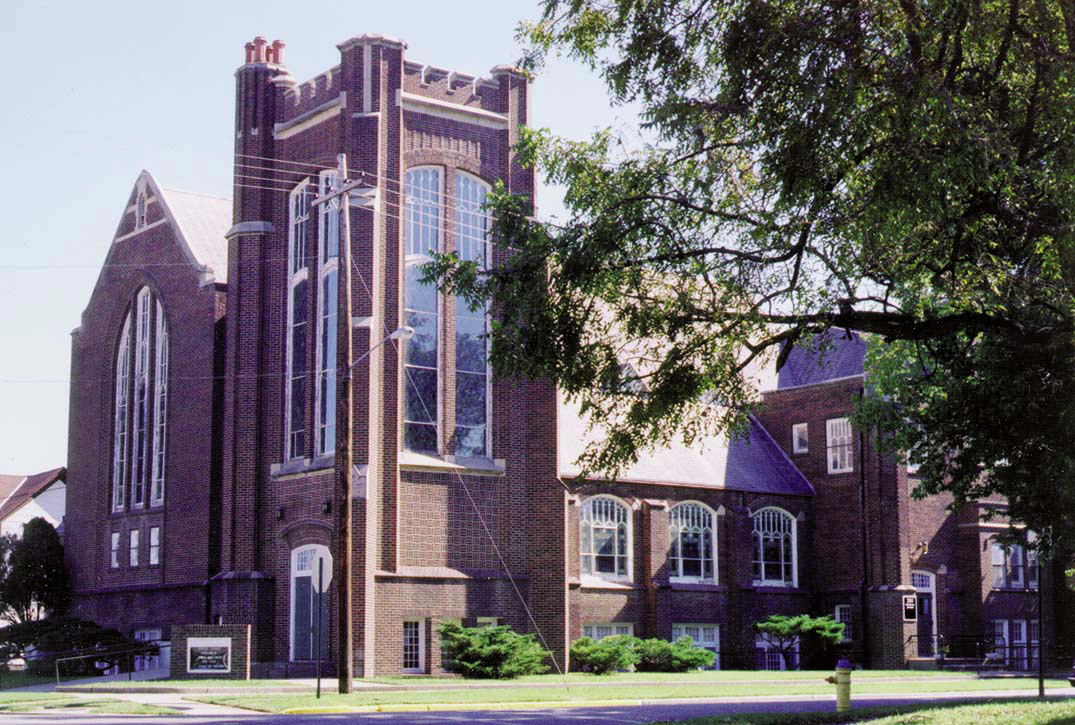
Salinas ehemalige Salina First Christian Church, heute Sitz eines Tonstudios